# Молочне тваринництво
Молочне тваринництво — різновид сільськогосподарських підприємств, які виробляють незбиране молоко в основному від молочних корів, також від кіз, овець, коней та інших сільськогосподарських тварин, яких можна видоїти на місці або в доїльному залі. Молоко може бути оброблене на місці або на молочному заводі.
Основою високопродуктивного молочного стада є племінні бугаї та корови, які передають лактаційну здатність своїм нащадкам. На вибір породи впливають природно-кліматичні умови, наявність відповідних кормів, ситуація на ринку збуту молочної продукції, особисті вподобання фермерів. Для того, щоб натуральне молоко відповідало високим вимогам санітарної гігієни, необхідно дотримуватися кількох умов, головними з яких є чистота і стерильність корів, операторів і обладнання, а також негайне охолодження і первинна переробка молока. Основна відповідальність за чистоту і санітарно-гігієнічні характеристики молока лежить на фермерах, які займаються молочним господарством, і молочних заводах. Доїння корів проводиться двічі або тричі на день.

## Утримання

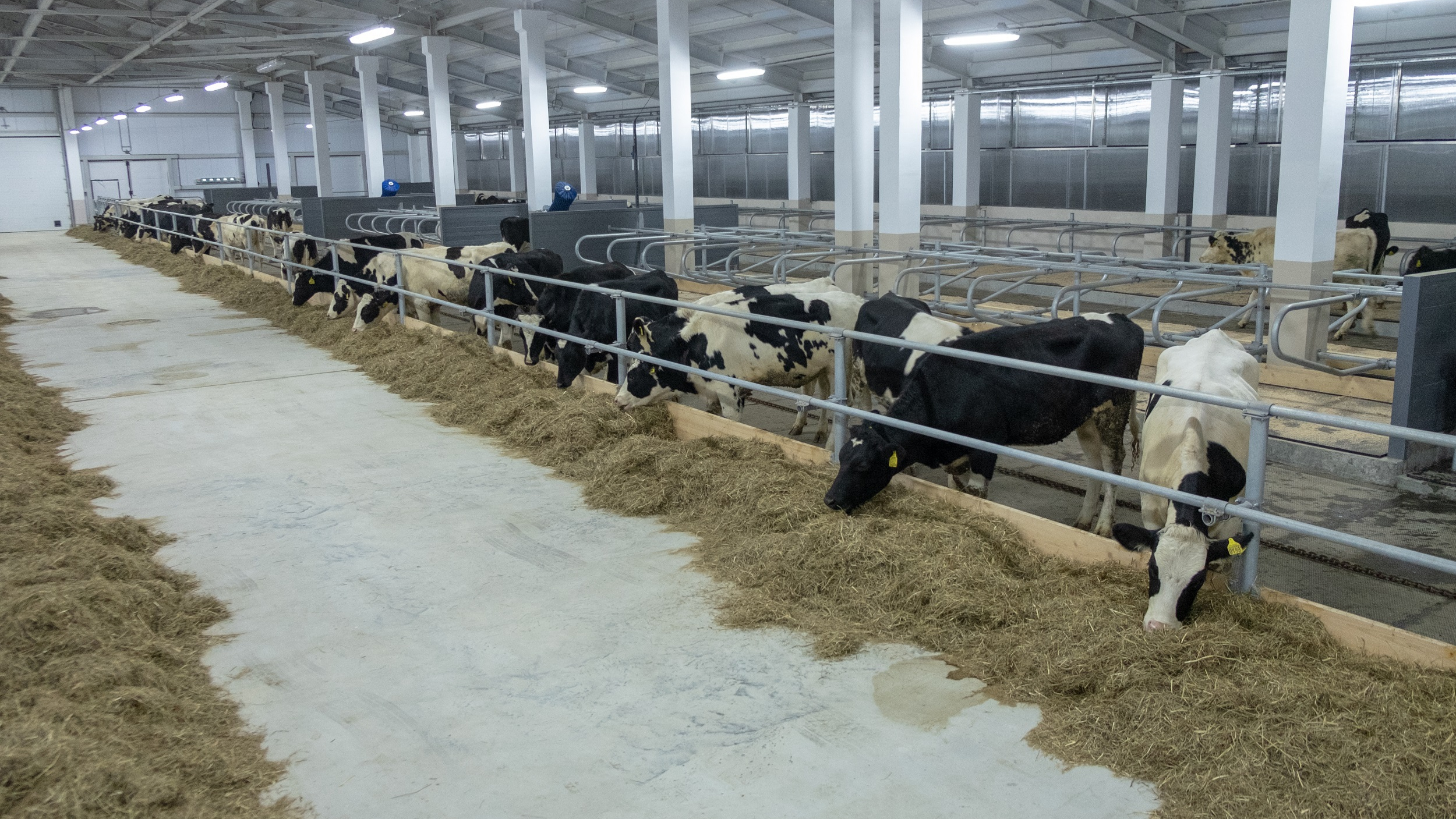
Сучасний корівник на острові Сахалін

Дві протилежних системи утримання — пасовищна, при якій організовується постійний випас худоби на пасовищах, і стійлова безвигульна з утриманням худоби в хлівах. Проміжний варіант — стійлово-пасовищна система, коли тварини денний час знаходяться на випасі, а в решту часу — в стійлі; можливі варіанти організації з річним табором (у разі віддалених пасовищ). При стійлово-вигульній системі організовуються вигульні майданчики або кормовигульні двори, на які підвозиться свіжоскошена зелена маса.
У загальному випадку пасовищні форми утримання забезпечують відносно низькі витрати кормів, більш високу продуктивність і краще здоров'я тварин. Іноді пастбищная система застосовується тільки для молодняку, тоді як решта стада розміщується в стійлах. Серед недоліків пасовищних форм — можливий дефіцит харчування (тварин доводиться підгодовувати і це вимагає додаткових організаційних витрат), а змішаних форм, особливо при сезонній зміні пасовищ на стійла — витрати на перебудову процесів управління стадом, тимчасові розлади травлення у тварин у зв'язку зі зміною типів кормів і тимчасові зниження надоїв.